# Amoonguna
Amoonguna – miasto w Australii, w Terytorium Północnym.